# Villamarzana
Villamarzana település Olaszországban, Veneto régióban, Rovigo megyében. Lakosainak száma 1116 fő (2023. január 1.). Villamarzana Arquà Polesine, Costa di Rovigo, Fratta Polesine, Pincara és Frassinelle Polesine községekkel határos.

## Népesség
A település lakossága az elmúlt években az alábbi módon változott:
| Lakosok száma | 1191 | 1174 | 1116 |
|               | 2017 | 2018 | 2023 |